# 田中啓爾
田中 啓爾（たなか けいじ、1885年（明治18年）12月8日 - 1975年（昭和50年）1月5日）は、日本の地理学者。主な専門は、地誌学を中心とした人文地理学。また地理教育論にも多大な功績があり、近代期の日本の地理学において非常に重要な人物である。彼の門下には多くの地理教師・地理学者がいる。

## 経歴
東京府東京市牛込区（現在の東京都新宿区）の生まれ。福岡県上毛郡（豊前市）で育つ。11歳で三毛門村立三毛門小学校（現在の豊前市立三毛門小学校）を卒業。
23歳で福岡県師範学校（現在の福岡教育大学）などで学んだ後、東京高等師範学校（現在の筑波大学）本科地理歴史部で学ぶ。当地で教鞭をとっていた山崎直方の影響で地理学を専攻。歴史学の三宅米吉にも感化を受ける。東京高師時代はスポーツマンとして活躍し、ボート部と水泳部を兼部し、水泳部では主将を務めた。また校内長距離走大会では毎回10位以内に入賞する俊足で、金栗四三が予科生ながら3位に入って注目された1910年秋の大会でも田中は10位に入っている。それでいながらも学業成績も優秀で、教師がどんな早口で講義しても要領よくメモを取っていた。28歳（1912年）で卒業し、長崎県師範学校（現在の長崎大学教育学部）教諭となる。
その後、1915年、東京高等師範学校附属中学校（現在の筑波大学附属中学校・高等学校）の講師になるとともに、同校研究科で学び、翌年卒業する。ただちに東京高等師範学校助教諭となり、1920年教諭に昇進。1920年（36歳）からアメリカ・イギリス・ドイツ・フランスに留学。デーヴィスやヴィダル・ドゥ・ラ・ブラーシュ、アルブレヒト・ペンクら、当時の一流の地理学者に学ぶ。帰国後、1923年に東京高等師範学校教授に就任。山崎直方や辻村太郎の後任として、地理学を担当。山崎や辻村が地形学を主たる専門としていたのに対して、田中は地誌学を主たる専門として、日本の地理区分法を平野や山地のほかに、交通路などから細かく分析・研究した。その際、現地における聞き取り調査（フィールドワーク）を地理学における重要な方法である事を説き、それを実証した（これは、現在でも重要な方法論である）。さらに、デーヴィスの地形輪廻に基づき、人文地理的現象にも初象・顕象・残象といった各段階ごとの発達区分があることを取り入れようとした。これは、当時の欧米の地理学でも取り入れようとされていた概念であり、田中の考えもこれに倣ったものといえる。
1929年に東京文理科大学（現在の筑波大学）が高等師範学校に付設され、この中の地学科に地理学専攻がおかれた。（東大・京大についで日本で3番目の地理学の専門学科）この地理学の主任に、田中が就任。東京文理科大学の学内組織である大塚地理学会（大塚は、当大学のあった文京区の地名に由来）を創設。地域を定めて1週間の合宿形式で学生に各自テーマを持たせ、実地調査・研究を行わせるという指導法を採用した。教え子に青野寿郎、三野与吉、尾留川正平、町田貞らがいる。また1927年からは立正大学においても講義を持ち、1947年東京文理科大学を退官し、立正大学教授、同大学の地理学教室の発展の基礎を築いた。1952年には日本地理学会会長をつとめた。55年「地誌学的綜合研究の一方法 川崎市の地位層」で東京教育大学より理学博士の学位を取得。
また、文部省教員検定試験（文検）の出題委員も受け持ち、地理教育界にも多大な影響を与えていた。地理教師に対する講習会・講演会にも多く出席し、彼の地理教育論を説き、特に郷土教育に重きを置いたその理論は当時は熱烈に歓迎された。また、一般向けに書かれた地誌学の書「我等の国土」は地理の本としては、当時ベストセラーになるほどの人気ぶりであった。
1975年に心不全のため死去、89歳であった。墓所は多磨霊園。

## 著書
- 『日本の歴史 原拠も分り趣味も有る』目黒書店　1920
- 『多摩御陵附近の地誌 関東西部山麓地帯の研究』古今書院　1927
- 『中等日本地理・中等外国地理編纂趣意書 附・参考論文』目黒書店　1929
- 『我等の国土』古今書院　1929
- 『地理教育に関する論文集』目黒書店　1929
- 『日本の旅』恩地孝四郎絵　アルス　1929　日本児童文庫
- 『史料的日本歴史』目黒書店　1930
- 『世界の旅』恩地孝四郎絵　アルス　1930　日本児童文庫
- 『中等日本地理資料』目黒書店　1930
- 『日本経済地理資料』目黒書店　1931
- 『外国地理資料』目黒書店　1933
- 『中等新外国地理資料』目黒書店　1933
- 『地理学論文集』古今書院　1933
- 『師範中等新日本地理資料』目黒書店　1938
- 『中等実業新日本地理資料』目黒書店　1938
- 『師範・中等・実業新外国地理資料』目黒書店　1941
- 『東亜を中心としたる亜細亜地理』目黒書店　1941
- 『師範中等実業新日本地理資料』1943
- 『東京都新誌』日本書院　1949　郷土新書
- 『地理学の本質と原理』古今書院　1949
- 『郷土のしらべ方』三省堂出版　1950　社会科文庫
- 『続・地理学論文集』古今書院　1950
- 『高等地図』日本書院　1951
- 『人文地理』日本書院　1951
- 『塩および魚の移入路 鉄道開通前の内陸交通』古今書院　1957
- 『第三地理学論文集』日本書院　1965
- 『第四地理学論文集』田中啓爾先生第四地理学論文集刊行会編　古今書院　1975
- 『神奈川の地誌』古今書院　1977

## 共編著
- 『日本人口分布図』1至5　山本熊太郎共編　古今書院　1928
- 『地理論文の書き方』青野寿郎共著　柁谷書院　1939
- 『大塚地理学会論文集』田中啓爾先生記念大塚地理学会編 目黒書店　1950
- 『地理的総合研究 川崎市と東京江東地区』編著　古今書院　1958